# Palliata
La palliata (fabula palliata) è un genere teatrale di commedia latina di argomento greco: i personaggi sono infatti i greci, così come greche sono le ambientazioni e, il più delle volte, il titolo dell'opera originaria da cui la palliata è tratta.

## Storia e caratteristiche
Si diffonde a Roma a partire dal III secolo a.C. e subisce gli influssi dei modelli della commedia nuova della letteratura greca, fiorita in epoca ellenistica grazie all'opera dei poeti comici Menandro, Filemone di Siracusa e Difilo, a cui la palliata si ispira per argomento, ambientazione e trama. La produzione di palliatae termina durante il II secolo a.C., parallelamente alla diffusione della fabula togata.
Sono estremamente rari i riferimenti a usi, costumi, tradizioni e istituzioni romane (contrariamente alla fabula praetexta, genere di tragedia), con la sola eccezione delle opere di Plauto, che mescola occasionalmente elementi delle due differenti realtà, creando effetti particolarmente esilaranti.

## Etimologia
Il nome di questo genere deriva dal pallio (in latino pallium, che traduce il greco himátion), abito nazionale greco, indossato dagli attori di questo genere: si trattava di una mantellina color porpora di foggia ridotta, in opposizione al complicato abito romano, la toga, che dà il nome al genere della fabula togata, la commedia latina di ambientazione romana. 
Quest'ultimo genere ebbe poca fortuna; tutte le commedie latine pervenuteci sono infatti fabulae palliatae; si dispone dei titoli di numerosissime opere, tuttavia di molte pervengono solo alcuni frammenti.

## Caratteristiche
La palliata è costituita da diverse parti. Vi sono infatti: 
- parti cantate - cantica (in una grande variabilità di metri);
- parti recitate con accompagnamento musicale;
- parti esclusivamente recitate - deverbia (in senari giambici).

## Origini
La fabula palliata divenne popolare a Roma con le prime sperimentazioni di Nevio (235 a.C. circa), ed ebbe fortuna fino alla morte di Terenzio (160 a.C.). È stato possibile un veloce sviluppo di questo genere nell'ambiente italico (100 anni) grazie al suo innesto sul ceppo della commedia greca nuova.

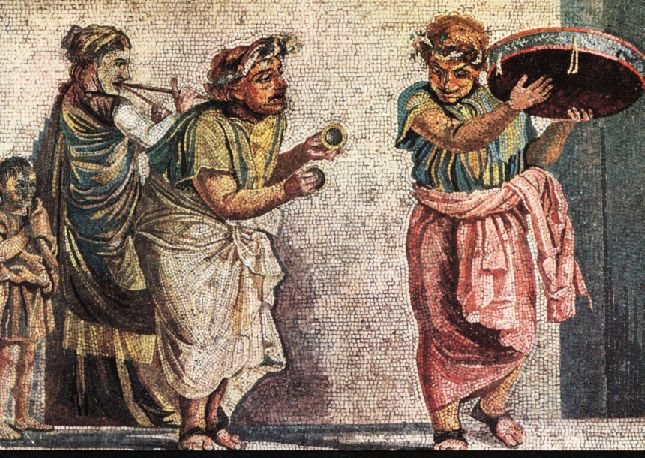
Scena di attori comici che danzano, dalla villa di Cicerone a Pompei

Questo genere fu introdotto nell'ambiente latino da Livio Andronico; si dispone di tre titoli e di sei frammenti delle sue palliatae: Gladiolus (Lo spadino), Ludius ("L'istrione" o "Il lidio") e Verpus (Il circonciso) o Virgus (Il vergine) o Vargus (L'uomo dai piedi storti; riscontrabile anche nella variante Valgus).
Oltre ai maggiori poeti arcaici latini (Gneo Nevio, Livio Andronico e Quinto Ennio), vi si dedicarono anche Plauto (a cui sono attribuite venti palliatae, tra cui Mostellaria), Terenzio (autore certo di sei palliatae) e Cecilio Stazio.
Ampia fu la produzione di Nevio, del quale ci pervengono trentacinque titoli e un corpus di frammenti, per un totale di centocinquanta versi. 
Tra le opere se ne ricordano alcune dal titolo greco o grecizzante: Asticozòmenos (L'uomo colpito da un giavellotto), Agrupnuntes (Gli insonni), Astiologa (La donna del parlar civile), Colax (L'adulatore), Stalagmus; altre dal titolo latino, nelle quali il suffisso -aria, -oria sottintende il termine fabula, Agitatoria (La commedia dell'auriga), Corollaria (La commedia delle ghirlande), Tunicolaria (La commedia della tunicella), Figulus (Il vasaio), Tarentilla (La ragazza di Taranto). Dalle opere di Nevio traspare chiaramente l'influsso della commedia greca nuova, della quale l'autore riutilizzò i personaggi tipici. 
Risulta tuttavia impossibile ricostruire la trama delle opere di cui si dispone di pochissimi frammenti, poiché a elementi di derivazione greca se ne unirono molti tipicamente romani e italici; di origine italica, in particolare, sono i riferimenti ad alcune località, a usanze particolari e la presenza nei testi di elementi triviali ed osceni, derivati dai fescennini, che risultano chiari dai titoli di alcune opere come la Testicularia (La commedia dei testicoli) e il Triphallus (Il trifallo).
Più limitata e probabilmente meno apprezzata fu la produzione comica di Ennio, di cui rimangono pochissimi frammenti e due soli titoli: Caupuncula (La ragazza dell'osteria) e Pancratiastes (L'atleta del pancrazio).